# ديبي رينولدز
ديبي رينولدز (بالإنجليزية: Debbie Reynolds)‏ ‏(1 أبريل 1932 -28 ديسمبر 2016) ممثلة أمريكية، مغنية، وراقصة اشتهرت بدورها في فيلم لنغني تحت المطر. كان زواجها الأول من المغني الشعبي ايدي فيشر، الذي انجبت منه تود فيشر وكاري فيشر، ولكن انتهى بالطلاق في عام 1959 بعدما وقع فيشر بالحب مع صديقة رينولدز إليزابيث تايلور. ولقد انتهى زواج رينالدر الثاني والثالث أيضاً بالطلاق، وفي كل مرة تتدمر مادياً،

وتوفيت ديبي في التاسع والعشرين من شهر ديسمبر عام 2016 عن عمر ناهز الرابعة والثمانين بسبب سكتة دماغية أصيبت بها بعد يوم على وفاة ابنتها كاري فيشر بشكل مفاجئ.

## النشأة
ولدت رينولدز باسم ماري فرانسيس رينولدز في إل باسو، تكساس في الولايات المتحدة الأمريكية، وهي من أصل اسكوتلندي-ايرلندي وإنكليزي. وكانت رينولدز فتاة كشافة وأصبحت قائدة فرقة كشفية، ولقد أنتقلت مع عائلتها إلى بربانك، كاليفورنيا، وفازت رينولدز في مسابقة ملكة جمال بربانك.

## الوفاة
أعلنت وفاة الممثلة ديبي في ساعة متأخّرة من يوم الأربعاء الثامن والعشرون من شهر ديسمبر عام 2016 حسب ما أكّده ابنها تود فيشر، ورجّحت الصحف أن سبب الوفاة هو سكتة دماغية أصيبت بها قبل ذلك ونقلت بسببها إلى أحد المستشفيات في مدينة لوس أنجلوس، وذلك بعد يوم واحد من وفاة ابنتها كاري فيشر بشكل مُفاجئ على متن طائرة كانت تستقلّها عائدة من مدينة لندن إلى موطنها أمريكا، وقد قال تود أن والدته أرادت أن تكون مع ابنتها.

## روابط خارجية
- ديبي رينولدز على موقع IMDb (الإنجليزية)
- ديبي رينولدز على موقع الموسوعة البريطانية (الإنجليزية)
- ديبي رينولدز على موقع روتن توميتوز (الإنجليزية)
- ديبي رينولدز على موقع مونزينجر (الألمانية)
- ديبي رينولدز على موقع ألو سيني (الفرنسية)
- ديبي رينولدز على موقع ميوزك برينز (الإنجليزية)
- ديبي رينولدز على موقع تيرنر كلاسيك موفيز (الإنجليزية)
- ديبي رينولدز على موقع أول موفي (الإنجليزية)
- ديبي رينولدز على موقع قاعدة بيانات برودواي على الإنترنت (الإنجليزية)
- ديبي رينولدز على موقع قاعدة بيانات الأفلام السويدية (السويدية)